# Acineta cryptodonta
Acineta cryptodonta är en orkidéart som beskrevs av Heinrich Gustav Reichenbach. Acineta cryptodonta ingår i släktet Acineta och familjen orkidéer. Inga underarter finns listade i Catalogue of Life.